# Estació de Riudellots
Riudellots és una estació de ferrocarril de la xarxa ferroviària de Catalunya propietat d'ADIF situada a la població de Riudellots de la Selva, a la comarca de la Selva. L'estació es troba a la línia Barcelona-Girona-Portbou i hi tenen parada trens de la línia regional R11 i de la línia de rodalia RG1 de Rodalies de Catalunya, operats per Renfe Operadora. S'ubica als afores de la població, al polígon industrial. L'estació està inclosa en l'Inventari del Patrimoni Arquitectònic de Catalunya.
Aquesta estació de la línia de Girona va entrar en servei l'any 1862 quan va entrar en servei el tram construït per la Camins de Ferro de Barcelona a Girona (posteriorment esdevindria TBF) entre Maçanet-Massanes i Girona. L'any 1862 arriba el ferrocarril a Riudellots i és utilitzat principalment pel transport del suro produït a Cassà de la Selva.
L'any 2016 va registrar l'entrada d'11.000 passatgers.

## Serveis ferroviaris
| Procedència/Destinació                     | <                   | Línia | >                    | Procedència/Destinació                        |
| ------------------------------------------ | ------------------- | ----- | -------------------- | --------------------------------------------- |
| Rodalia de Girona                          |                     |       |                      |                                               |
| L'Hospitalet de Llobregat                  | Caldes de Malavella |       | Fornells de la Selva | Figueres Portbou                              |
| Serveis regionals de Rodalies de Catalunya |                     |       |                      |                                               |
| Barcelona-Sants                            | Caldes de Malavella |       | Fornells de la Selva | Girona Figueres Portbou Cervera de la Marenda |

## Edifici
L'edifici actual segueix el model habitual en estacions de la resta de la línia. És un edifici de planta rectangular, dos pisos i cobert per un terrat. Segueix un esquema compositiu regular de quatre portes a la primera planta, a la façana de l'andana i a la del carrer, i quatre finestres al primer pis del mateix estil d'arc rebaixat. La façana del costat dret té una porta central igual, a la planta baixa, i una finestral central, més dues de més petites, una per banda, al primer pis. Al costat esquerre hi ha un cos de planta baixa i terrassa també amb obertures. Entre les dues plantes hi ha una cornisa i la barana del terrat és massissa d'obra amb un medalló central. Els marcs de les obertures i el sòcol són arrebossats i pintats de blanc. Al costat hi ha una altra construcció petita que segueix el mateix estil i que estava destinada als serveis públics. A l'altre costat de la via es conserva l'edifici del moll de mercaderies, que durant molt temps ha romàs en desús i en molt mal estat de conservació, actualment és un magatzem municipal. Durant un temps la planta baixa va ser repintada i condicionada com a casal de joves, però temps després, totes les obertures van ser tapiades. L'edifici de viatgers es trobava tancat al públic i en mal estat i no hi havia venda de bitllets, però a finals de la dècada del 2000, ADIF hi ha fet millores, s'hi ha instal·lat un punt d'informació de la població i la construcció d'una rampa d'accés.

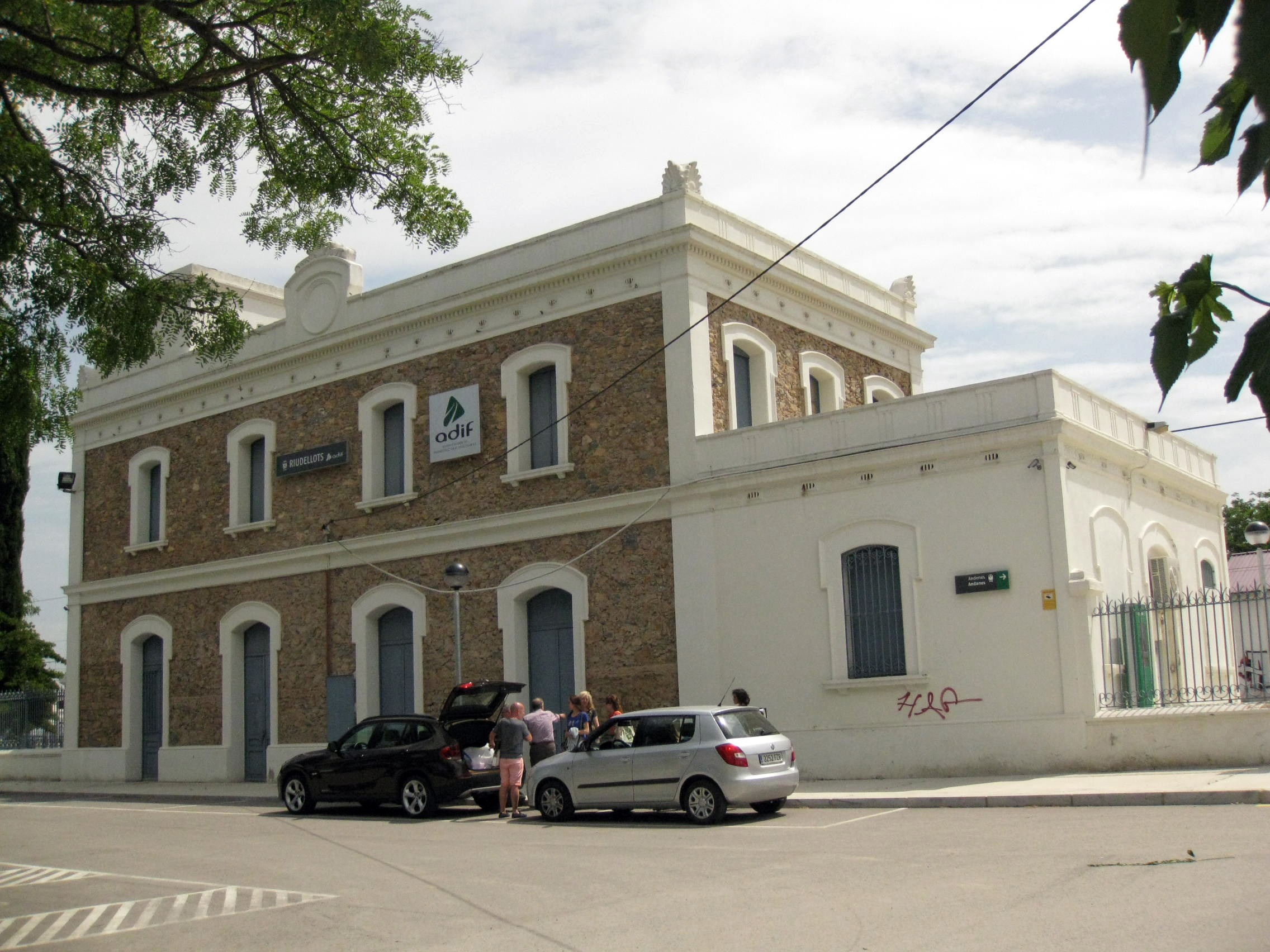
Edifici de viatgers

## Projectes
Està en estudi la creació del TramGavarres (servei de tren tramvia) que aprofitaria el tram existent entre Riudellots i Flaçà per crear una anella ferroviària per connectar el centre de les comarques gironines i la Costa Brava.